# Gyulafehérvári vár
A gyulafehérvári vár műemlék Romániában, Fehér megyében. A romániai műemlékek jegyzékében az AB-II-a-A-00088 sorszámon szerepel. Gyulafehérvár történelmi központjának részeként javasolt világörökségi helyszín.